# نصيب بن رباح
نصيب بن رباح (أبو محجن)،  مولى عمر بن عبد العزيز، وقيل مولى عبد العزيز بن مروان، من شعراء العصر الأموي، كان شاعرًا فحلًا فصيحًا، مقدم في النسيب والمدائح.